# 2010年バンクーバーオリンピックのフィギュアスケート競技・男子シングル
2010年バンクーバーオリンピックのフィギュアスケート競技・男子シングルは、国際オリンピック委員会の統括のもと、国際スケート連盟が管理進行し、カナダ・バンクーバーのパシフィック・コロシアムにて実施された。

## 競技日程
| 日時          | 開演  | 終了  | 種目                 |
| ------------- | ----- | ----- | -------------------- |
| 2010年2月16日 | 16:15 | 20:45 | ショートプログラム   |
| 2010年2月18日 | 17:00 | 21:05 | フリースケーティング |
| 2010年2月27日 | 16:30 | 19:00 | エキシビジョン       |

- 日時は現地時間（太平洋標準時）

ショートプログラムとフリースケーティングには中一日置かれており、この間にはショートトラック競技と、フィギュアスケート競技の会場練習が行われた。

## 競技結果

### 詳細
- 要素欄の記号表記について
  - < - ジャンプの回転不足
  -  ! - フリップジャンプまたはルッツジャンプの踏み切りエッジ違反（軽度）
  - e - フリップジャンプまたはルッツジャンプの踏み切りエッジ違反（重度/要減点）
  - x - 演技後半実施による加点要素
  - * - 構成違反による無得点要素
  - その他の記号はフィギュアスケートの採点法#技術の得点を参照。

#### ショートプログラム
滑走順は、競技開始時点の世界ランキングにより低い方から15組を先、次の5組を中、残りの10組を後に分け、それぞれの中での抽選により決定された。
10番目滑走で登場したエフゲニー・プルシェンコが90.85点の最高点を出し、さらに17番目滑走の髙橋大輔、28番目滑走のエヴァン・ライサチェクの3人が90点と91点の間に入る高レベルな接戦となった。さらに約6点遅れて織田信成、ステファン・ランビエールが続き、以下も1から2点の細かい差で他の選手が続いた。
近年の世界選手権で表彰台常連であるブライアン・ジュベール、競技時点での世界ランク1位のトマシュ・ベルネルは大きな失敗が続き、名前に見合う成績を残せなかった。
30選手中、24位までの選手が2日後のフリースケーティングに進み、25位以下はショートプログラムの順位が最終順位となった。
| 滑走順      | 名前                         | 名前                         | 名前 | 名前 | 名前                         |
| 滑走順      | 順位 得点                    | 技術 構成                    | プログラム使用曲 | 要素(GOE・技のできばえ)                                                                                 | 減点                         |
| 第1グループ | 第1グループ                  | 第1グループ                  | 第1グループ | 第1グループ                                                                                             | 第1グループ                  |
| ----------- | ---------------------------- | ---------------------------- | --- | --- | ---------------------------- |
| 1           | リ・ソンチョル               | リ・ソンチョル               | リ・ソンチョル | リ・ソンチョル                                                                                          | リ・ソンチョル               |
| 1           | 25 56.60                     | 33.40 23.20                  | Whistle Wind（曲：T Kim）                                                                                            | 3A(+0.20) 3F+3Te(-2.00) SlSt2(0.00) 3Lz(-0.20) CCoSp3(0.00) FSSp2(-0.18) CiSt1(0.00) CSSp3(-0.12)       | 0                            |
| 2           | アントン・コワレフスキー     | アントン・コワレフスキー     | アントン・コワレフスキー                                                                                             | アントン・コワレフスキー                                                                                | アントン・コワレフスキー     |
| 2           | 21 63.81                     | 36.66 27.15                  | フラメンコ（曲：Didulja）                                                                                            | 3A(+0.60) 3Lz+3T(+0.20) 3Fe(-2.00) FSSp4(-0.30) SlSt2(+0.20) CSSp4(+0.10) CiSt3(+0.30) CCoSp2(-0.24)    | 0                            |
| 3           | グレゴール・ウルバス         | グレゴール・ウルバス         | グレゴール・ウルバス                                                                                                 | グレゴール・ウルバス                                                                                    | グレゴール・ウルバス         |
| 3           | 27 53.02                     | 28.92 24.10                  | カルミナ・ブラーナ（作曲：カール・オルフ）                                                                           | 3Lz+3T(0.00) 3A<(-2.14) CSSp3(0.00) CiSt2(0.00) 3Lo(0.00) CCoSp3(-0.24) SlSt2(0.00) FSSp3(0.00)         | 0                            |
| 4           | フローラン・アモディオ       | フローラン・アモディオ       | フローラン・アモディオ                                                                                               | フローラン・アモディオ                                                                                  | フローラン・アモディオ       |
| 4           | 11 75.35                     | 41.90 33.45                  | 『ミュンヘン』サウンドトラックより（作曲：ジョン・ウィリアムズ） / Papa Can You Hear Me? （『愛のイエントル』より]） | 3A(+0.80) 3Lz(+0.20) 3S+3T(+1.40) CiSt3(+0.50) FSSp2(+0.20) CCoSp3(+0.50) SlSt3(+0.60) CSSp3(+0.50)     | 0                            |
| 5           | ヴィクトール・ファイファー   | ヴィクトール・ファイファー   | ヴィクトール・ファイファー                                                                                           | ヴィクトール・ファイファー                                                                              | ヴィクトール・ファイファー   |
| 5           | 23 60.88                     | 34.08 26.80                  | 月光ソナタ（作曲：ベートーヴェン）                                                                                   | 3Lz+3T(0.00) 2A(0.00) 3F!(-0.60) FSSp4(+0.30) CiSt3(+0.30) CSSp3(-0.42) SlSt3(0.00) CCoSp3(+0.30)       | 0                            |
| 第2グループ |                              |                              | | |                              |
| 6           | アブザル・ラクムハリエフ     | アブザル・ラクムハリエフ     | アブザル・ラクムハリエフ                                                                                             | アブザル・ラクムハリエフ                                                                                | アブザル・ラクムハリエフ     |
| 6           | 26 55.88                     | 32.48 23.40                  | チャイルド・イン・パラダイス（曲：マクシム・ムルヴィツァ）                                                           | 3A(-3.36) 3F+3T(0.00) 3Lz(-1.40) CSSp3(-0.06) CiSt2(0.00) CCoSp4(+0.30) SlSt2(0.00) FSSp3(0.00)         | 0                            |
| 7           | プシェミスワフ・ドマンスキー | プシェミスワフ・ドマンスキー | プシェミスワフ・ドマンスキー                                                                                         | プシェミスワフ・ドマンスキー                                                                            | プシェミスワフ・ドマンスキー |
| 7           | 28 52.14                     | 28.44 23.70                  | タンゴ・デ・ロス・エクシラドス（作曲：Walter Taieb, 演奏：ヴァネッサ・メイ）                                         | 3Lz(-1.60) 2A(0.00) 3F+2T(0.00) CCoSp3(0.00) CiSt2(0.00) CSSp4(+0.20) SlSt2(-0.06) FSSp4(0.00)          | 0                            |
| 8           | アリ＝ペッカ・ヌルメンカリ   | アリ＝ペッカ・ヌルメンカリ   | アリ＝ペッカ・ヌルメンカリ                                                                                           | アリ＝ペッカ・ヌルメンカリ                                                                              | アリ＝ペッカ・ヌルメンカリ   |
| 8           | 30 44.62                     | 22.72 22.90                  | ハープシコード組曲第2集第4曲サラバンド（作曲：ゲオルク・フリードリヒ・ヘンデル / 演奏： マクシム・ムルヴィツァ）     | 3A(-4.20) 3F+COMBO(-2.60) 3Lz(-2.20) CSSp3(0.00) CiSt3(0.00) FSSp3(-0.36) SlSt2(0.00) CCoSp1(-0.42)     | 1 転倒                       |
| 9           | ヴォーン・チピアー           | ヴォーン・チピアー           | ヴォーン・チピアー                                                                                                   | ヴォーン・チピアー                                                                                      | ヴォーン・チピアー           |
| 9           | 24 57.22                     | 30.22 27.00                  | Come On Baby（ 『Professor Satchafunkilus and the Musterion of Rock』より 曲：ジョー・サトリアーニ）                 | 3A(-3.08) 3F+2Te(-2.00) 3Lz(+0.40) CCoSp3(+0.30) FSSp4(+0.20) SeSt2(-0.30) CiSt2(0.00) CSSp4(+0.10)     | 0                            |
| 10          | エフゲニー・プルシェンコ     | エフゲニー・プルシェンコ     | エフゲニー・プルシェンコ                                                                                             | エフゲニー・プルシェンコ                                                                                | エフゲニー・プルシェンコ     |
| 10          | 1 90.85                      | 51.10 39.75                  | アランフエス協奏曲（作曲：ホアキン・ロドリーゴ / 編曲：エドウィン・マートン）                                        | 4T+3T(+1.00) 3A(+1.80) 3Lz(+1.20) CCoSp4(+0.80) CiSt3(+0.70) FSSp4(+0.40) SlSt3(+0.60) CSSp4(+0.50)     | 0                            |
| 第3グループ |                              |                              | | |                              |
| 11          | パオロ・バッキーニ           | パオロ・バッキーニ           | パオロ・バッキーニ                                                                                                   | パオロ・バッキーニ                                                                                      | パオロ・バッキーニ           |
| 11          | 20 64.42                     | 34.82 29.60                  | 映画『アメリ』より（作曲：ヤン・ティルセン）                                                                         | 2A(-0.48) 3Lz+3T(+0.80) 3F!(-0.80) CSSp4(+0.50) CiSt3(+0.50) CCoSp1(+0.10) SlSt3(+0.50) FSSp4(+0.10)    | 0                            |
| 12          | ゾルターン・ケレメン         | ゾルターン・ケレメン         | ゾルターン・ケレメン                                                                                                 | ゾルターン・ケレメン                                                                                    | ゾルターン・ケレメン         |
| 12          | 29 51.95                     | 27.40 25.55                  | 『アメリ』サウンドトラックより / Ballad（曲：Emilie Lassaria）                                                       | 3A(0.00) 2Lz+2T(-1.00) 3F(-1.40) CSSp2(-0.06) CiSt3(0.00) CCoSp3(0.00) FSSp2(-0.24) SlSt2(0.00)         | 1 時間過不足                 |
| 13          | アルチョム・ボロデュリン     | アルチョム・ボロデュリン     | アルチョム・ボロデュリン                                                                                             | アルチョム・ボロデュリン                                                                                | アルチョム・ボロデュリン     |
| 13          | 13 72.24                     | 39.94 32.30                  | カリンカ | 3A(+1.00) 3Lz+3Te(-1.20) 3F(0.00) FSSp3(-0.06) CiSt3(+0.40) CCoSp3(+0.10) SlSt3(+0.70) CSSp4(+0.10)     | 0                            |
| 14          | シュテファン・リンデマン     | シュテファン・リンデマン     | シュテファン・リンデマン                                                                                             | シュテファン・リンデマン                                                                                | シュテファン・リンデマン     |
| 14          | 17 68.50                     | 37.70 30.80                  | 『ザ・ファーム 法律事務所』サウンドトラックより（作曲：デイヴ・グルーシン）                                          | 3A(+0.60) 3Lz(+0.80) 3T+3T(+0.40) CCoSp3(+0.30) SlSt2(+0.10) FSSp3(+0.10) CiSt2(+0.10) CSSp3(+0.30)     | 0                            |
| 15          | ハビエル・フェルナンデス     | ハビエル・フェルナンデス     | ハビエル・フェルナンデス                                                                                             | ハビエル・フェルナンデス                                                                                | ハビエル・フェルナンデス     |
| 15          | 16 68.69                     | 37.64 31.05                  | ジェームズ・ボンド 007メドレー                                                                                       | 3A(+1.20) 3T+3T(-1.80) 3F!(-0.40) FSSp3(-0.06) CiSt3(+0.40) CCoSp4(+0.20) SlSt3(+0.50) CSSp4(+0.20)     | 0                            |
| 第4グループ |                              |                              | | |                              |
| 16          | デニス・テン                 | デニス・テン                 | デニス・テン | デニス・テン                                                                                            | デニス・テン                 |
| 16          | 10 76.24                     | 41.24 35.00                  | シング・シング・シング（曲：ルイ・プリマ）                                                                           | 3A(+1.60) 3Lz+3T(-0.20) 3F!(-0.80) CCoSp4(+0.60) CiSt3(+0.70) FSSp3(0.00) CSSp2(-0.06) SlSt3(+0.70)     | 0                            |
| 17          | 髙橋大輔                     | 髙橋大輔                     | 髙橋大輔 | 髙橋大輔                                                                                                | 髙橋大輔                     |
| 17          | 3 90.25                      | 48.90 41.35                  | eye（作曲：coba） | 3F+3T(+0.80) 3A(+1.40) 3Lz(+1.80) CCoSp4(+0.40) SlSt4(+2.20) FSSp4(+0.30) CiSt3(+1.10) CSSp4(+0.50)     | 0                            |
| 18          | アドリアン・シュルタイス     | アドリアン・シュルタイス     | アドリアン・シュルタイス                                                                                             | アドリアン・シュルタイス                                                                                | アドリアン・シュルタイス     |
| 18          | 22 63.13                     | 32.78 30.35                  | My Way & Christmas Fantasy（曲：David Mnatsakanyan                                                                   | 4T+1T(-4.80) 3A(-2.52) CCoSp4(+0.50) CiSt3(+0.10) 3F!(-0.40) CSSp4(+0.50) SlSt3(+0.10) FSSp2(0.00)      | 0                            |
| 19          | ステファン・ランビエール     | ステファン・ランビエール     | ステファン・ランビエール                                                                                             | ステファン・ランビエール                                                                                | ステファン・ランビエール     |
| 19          | 5 84.63                      | 41.48 43.15                  | ウィリアム・テル（作曲：ジョアキーノ・ロッシーニ）                                                                   | 2A(+1.20) 4T+2T(-1.92) 3F(+0.20) CiSt3(+0.70) CSSp4(+1.20) SlSt3(+1.40) FSSp4(+1.10) CCoSp4(+1.40)      | 0                            |
| 20          | 織田信成                     | 織田信成                     | 織田信成 | 織田信成                                                                                                | 織田信成                     |
| 20          | 4 84.85                      | 46.00 38.85                  | 死の舞踏（作曲：フランツ・リスト 演奏：マクシム・ムルヴィツァ）                                                      | 3A(+1.60) 3Lz+3T!(+0.60) 3F(+1.60) CiSt3(+0.50) FSSp4(+0.20) SlSt3(+0.50) CCoSp4(+0.60) CSSp4(+0.60)    | 0                            |
| 第5グループ |                              |                              | | |                              |
| 21          | ブライアン・ジュベール       | ブライアン・ジュベール       | ブライアン・ジュベール                                                                                               | ブライアン・ジュベール                                                                                  | ブライアン・ジュベール       |
| 21          | 18 68.00                     | 31.90 37.10                  | Rise（作曲：サフリ・デュオ）                                                                                         | 4T+COMBO(-4.80) 3A(+1.20) 3Lz<(-1.00) FSSp4(+0.50) CiSt2(+0.50) CCoSp3(+0.30) SlSt3(+0.50) CSSp4(+0.20) | 1 転倒                       |
| 22          | 小塚崇彦                     | 小塚崇彦                     | 小塚崇彦 | 小塚崇彦                                                                                                | 小塚崇彦                     |
| 22          | 8 79.59                      | 42.14 37.45                  | ボールド・アズ・ラヴ（作曲：ジミ・ヘンドリックス）                                                                   | 3Lz+3T(+1.20) 3A(-1.96) CSSp4(+0.50) 3F!(-0.20) SeSt3(+0.50) FSSp4(+0.60) SlSt3(+0.50) CCoSp4(+1.20)    | 0                            |
| 23          | サミュエル・コンテスティ     | サミュエル・コンテスティ     | サミュエル・コンテスティ                                                                                             | サミュエル・コンテスティ                                                                                | サミュエル・コンテスティ     |
| 23          | 14 70.60                     | 36.60 35.00                  | Wish Me Well （曲：ウィリー・ディクスン / メンフィス・スリム） / ワマー・ジャマー（曲：J・ガイルズ・バンド）         | 3Lz+3T(+0.40) 3A(-1.40) 3F!(-3.00) CSSp2(+0.20) CiSt3(+0.30) FSSp4(+0.60) SlSt3(+0.40) CCoSp4(0.00)     | 1 転倒                       |
| 24          | パトリック・チャン           | パトリック・チャン           | パトリック・チャン                                                                                                   | パトリック・チャン                                                                                      | パトリック・チャン           |
| 24          | 7 81.12                      | 41.42 40.70                  | タンゴ・デ・ロス・エクシラドス（作曲：Walter Taieb, 演奏：ヴァネッサ・メイ）                                         | 3A(-2.52) 3F+3T(+1.60) 3Lz(+0.60) CiSt4(+1.40) CSSp4(+0.70) FSSp4(+0.50) SlSt3(0.00) CCoSp1(+0.24)      | 1 時間過不足                 |
| 25          | ジョニー・ウィアー           | ジョニー・ウィアー           | ジョニー・ウィアー                                                                                                   | ジョニー・ウィアー                                                                                      | ジョニー・ウィアー           |
| 25          | 6 82.10                      | 42.90 39.20                  | アイ・ラブ・ユー、アイ・ヘイト・ユー（作曲：ラウル・ディ・ブラシオ）                                                 | 3Lz+3T(+0.80) 3A(+1.40) 3Fe(-2.00) CSSp4(+0.20) CiSt3(+0.60) FSSp4(+0.80) SlSt3(+0.90) CCoSp3(+0.90)    | 0                            |
| 第6グループ |                              |                              | | |                              |
| 26          | ケビン・ヴァン・デル・ペレン | ケビン・ヴァン・デル・ペレン | ケビン・ヴァン・デル・ペレン                                                                                         | ケビン・ヴァン・デル・ペレン                                                                            | ケビン・ヴァン・デル・ペレン |
| 26          | 12 72.90                     | 39.20 33.70                  | 禿山の一夜（作曲：モデスト・ムソルグスキー）                                                                         | 3A(0.00) 3F+3T(+1.00) 3Lo(+0.60) FSSp4(+0.30) SlSt2(0.00) CCoSp4(+0.10) CiSt3(+0.10) CSSp2(0.00)        | 0                            |
| 27          | トマシュ・ベルネル           | トマシュ・ベルネル           | トマシュ・ベルネル                                                                                                   | トマシュ・ベルネル                                                                                      | トマシュ・ベルネル           |
| 27          | 19 65.32                     | 30.02 36.30                  | 『その男ゾルバ』サウンドトラックより（作曲：ミキス・テオドラキス                                                     | 2T(-1.00) 3A(-4.20) 3Lz+3T(-0.60) CSSp4(0.00) SlSt3(+0.60) FSSp2(-0.18) CiSt3(+0.50) CCoSp4(0.00)       | 1 転倒                       |
| 28          | エヴァン・ライサチェク       | エヴァン・ライサチェク       | エヴァン・ライサチェク                                                                                               | エヴァン・ライサチェク                                                                                  | エヴァン・ライサチェク       |
| 28          | 2 90.30                      | 48.30 42.00                  | 火の鳥 （作曲：ストラビンスキー）                                                                                    | 3A(+1.20) 3Lz+3T(+1.00) 3F(+1.20) CiSt4(+2.20) CSSp3(+0.60) FSSp4(+0.70) SlSt3(+0.70) CCoSp4(+0.70)     | 0                            |
| 29          | ジェレミー・アボット         | ジェレミー・アボット         | ジェレミー・アボット                                                                                                 | ジェレミー・アボット                                                                                    | ジェレミー・アボット         |
| 29          | 15 69.40                     | 30.70 38.70                  | ア・デイ・イン・ザ・ライフ / （曲：ジェフ・ベック）                                                                  | 3F+3T(+1.40) 1A(-0.50) CSSp4(+0.60) 2Lz(-1.00) CiSt3(+0.80) CCoSp4(+0.50) SlSt3(+0.40) FSSp3(+0.60)     | 0                            |
| 30          | ミハル・ブジェジナ           | ミハル・ブジェジナ           | ミハル・ブジェジナ                                                                                                   | ミハル・ブジェジナ                                                                                      | ミハル・ブジェジナ           |
| 30          | 9 78.80                      | 42.50 36.30                  | 踊るリッツの夜 （曲：アーヴィング・バーリン）                                                                        | 3A(+1.20) 3Lz(+1.00) 3F+3T(+1.00) CSSp3(0.00) SlSt3(+0.50) FSSp2(+0.10) CiSt3(+0.30) CCoSp3(+0.20)      | 0                            |

#### フリースケーティング
ショートプログラムから1日置いてフリースケーティングが行われた。なお間の2月17日には同じリンクでショートトラック競技が行われている。
滑走順は、ショートプログラムの成績の低い方から6組ずつのグループに分け、成績の低いグループから先に、同じグループ内では抽選により決定された。
ショートプログラム後の上位選手会見で、高難度技である4回転ジャンプの是非に質問が集中した。
そのようななかで、最終滑走グループの第1滑走者となったエヴァン・ライサチェクが4回転ジャンプを入れない構成を高レベルで披露し、その後も首位に立ち続けた。ライサチェクの後3人目に登場した髙橋大輔は、演技冒頭に試みた4回転ジャンプを回転不足のまま転倒、ステップと構成点では演技者中最高の評価を受けるも総得点では及ばず、ライサチェクに続く2位につけた。最終滑走者で登場したエフゲニー・プルシェンコは演技中1回の4回転ジャンプを見せ、他のジャンプでも転倒や回転不足はなかったものの、スピンやステップを含めて大きな加点を得られず、ライサチェクに僅かに届かなかった。髙橋はステファン・ランビエールを僅かに上回り、銅メダルを獲得した。
競技終了後、プルシェンコは採点方法への不満を述べ、物議をかもした。 
| 滑走順      | 名前                         | 名前                         | 名前 | 名前 | 名前                         | 名前                         |             |
| 滑走順      | FS 順位 得点                 | 技術 構成                    | プログラム使用曲 | 要素(GOE・技のできばえ) | 減点                         | 最終 順位 得点               |             |
| 第1グループ | 第1グループ                  | 第1グループ                  | 第1グループ | 第1グループ | 第1グループ                  | 第1グループ                  | 第1グループ |
| ----------- | ---------------------------- | ---------------------------- | --- | --- | ---------------------------- | ---------------------------- | ----------- |
| 1           | トマシュ・ベルネル           | トマシュ・ベルネル           | トマシュ・ベルネル | トマシュ・ベルネル | トマシュ・ベルネル           | トマシュ・ベルネル           |             |
| 1           | 17 119.42                    | 52.62 67.80                  | 『ゴッドファーザー』サウンドトラックより（作曲：ニーノ・ロータ , カーマイン・コッポラ                                                                                            | 4T(+0.20) 3T(+1.40) 3A<(-2.14) CiSt3(+0.40) FSSp3(0.00) x1A(-0.04) x3Lz(+1.00) x1Fe(-0.14) x3S+2T(0.00) x3Lo+2T(+0.40) CSSp2(0.00) SlSt1(-1.00) CCoSp4(+0.40)             | 1 転倒                       | 19 184.74                    |             |
| 2           | パオロ・バッキーニ           | パオロ・バッキーニ           | パオロ・バッキーニ | パオロ・バッキーニ | パオロ・バッキーニ           | パオロ・バッキーニ           |             |
| 2           | 22 112.79                    | 55.19 57.60                  | 「シルク・ドゥ・ソレイユ」より | 2A(-1.96) 3Lz+3T(-1.40) FSSp4(+0.40) SlSt3(+0.40) 3S+3T(+1.00) x2Lo(0.00) x3F!(-0.40) CSSp3(+0.60) x3S(-0.40) CiSt3(+0.10) x2A(-1.60) x2A(0.00) CCoSp4(+0.40)             | 0                            | 20 177.21                    |             |
| 3           | ヴィクトール・ファイファー   | ヴィクトール・ファイファー   | ヴィクトール・ファイファー | ヴィクトール・ファイファー | ヴィクトール・ファイファー   | ヴィクトール・ファイファー   |             |
| 3           | 20 115.05                    | 61.25 54.80                  | アランフェス協奏曲（作曲：ホアキン・ロドリーゴ ） / 同 ピアノバージョン | 4T(-4.80) 2A+3T(+0.20) 3S+3T(+0.80) 3Lz(-2.80) FSSp2(-0.24) CiSt3(+0.10) x3Lo(+0.40) x3S+2T+2T(0.00) x3F!(-0.80) x2A(0.00) CSSp3(-0.12) SlSt2(0.00) CCoSp3(0.00)          | 1 転倒                       | 21 175.93                    |             |
| 4           | ヴォーン・チピアー           | ヴォーン・チピアー           | ヴォーン・チピアー | ヴォーン・チピアー | ヴォーン・チピアー           | ヴォーン・チピアー           |             |
| 4           | 21 113.70                    | 55.10 58.60                  | Go Chango（曲：レス・バクスター） / ハーレム・ノクターン（曲：アール・ヘーゲン、ディック・ロジャース） / トプシー（作曲：エディ・ダラム）                                        | 1A(+0.20) 3F+2T!(-0.60) 3Lz(+1.20) CSSp4(+0.10) 3Lo(-0.80) FSSp4(0.00) x1A(-0.04) SeSt2(+0.10) x3S(+0.60) x2A(+1.00) x3Lz+2T+2T(0.00) SlSt3(+0.20) FCCoSp4(+0.30)         | 0                            | 23 170.92                    |             |
| 5           | アントン・コワレフスキー     | アントン・コワレフスキー     | アントン・コワレフスキー | アントン・コワレフスキー | アントン・コワレフスキー     | アントン・コワレフスキー     |             |
| 5           | 24 102.09                    | 49.99 55.10                  | パレルモ駅 （曲：Salvatore Vali） | 3A<(-1.12) 3Lz+3T(-2.60) 2A+3T(-2.20) 3Fe(-1.80) 3Lo(-1.00) CSSp3(0.00) SlSt3(0.00) x3Lz+2T+2T(-0.20) x1S(-0.14) FSSp3(0.00) CiSt2(-0.60) x2A(+0.40) CCoSp3(+0.20)        | 3 転倒                       | 24 165.90                    |             |
| 6           | アドリアン・シュルタイス     | アドリアン・シュルタイス     | アドリアン・シュルタイス | アドリアン・シュルタイス | アドリアン・シュルタイス     | アドリアン・シュルタイス     |             |
| 6           | 13 137.31                    | 74.01 63.30                  | ティアドロップ（曲：マッシヴ・アタック） Insane in the Brain（曲：サイプレス・ヒルl） / Smack my bitch up（曲：プロディジー） / パックマン（曲：甲斐敏夫、一部サンプリング利用） | 4T(+0.80) 3A+2T(+1.00) 3Lz+2T(+0.20) FSSp3(+0.10) CiSt3(+0.10) 2A(+0.20) 3F!(0.00) CoSp4(+0.20) x3Lo(+0.80) x3S(+0.20) CSSp3(+0.10) x3Lz+2T+2T(-0.20) SlSt3(+0.20)        | 0                            | 15 200.44                    |             |
| 第2グループ |                              |                              | | |                              |                              |             |
| 7           | シュテファン・リンデマン     | シュテファン・リンデマン     | シュテファン・リンデマン | シュテファン・リンデマン | シュテファン・リンデマン     | シュテファン・リンデマン     |             |
| 7           | 23 103.48                    | 46.68 56.80                  | 『ハンコック』サウンドトラックより（作曲：ジョン・パウエル | 3F!(-2.00) 3A(-2.52) 2Lo(0.00) 2A+3T(+0.40) CSSp3(0.00) CiSt2(0.00) x2A(+1.20) x2Lz(+0.10) x2S(0.00) x2A+2T+2Lo(0.00) FSSp2(0.00) SlSt2(0.00) CCoSp3(0.00)                | 0                            | 22 171.98                    |             |
| 8           | アルチョム・ボロデュリン     | アルチョム・ボロデュリン     | アルチョム・ボロデュリン | アルチョム・ボロデュリン | アルチョム・ボロデュリン     | アルチョム・ボロデュリン     |             |
| 8           | 12 137.92                    | 72.62 65.30                  | ロクサーヌのタンゴ（ 『ムーラン・ルージュ』より） アサシンのタンゴ （『Mr.&Mrs. スミス』サウンドトラックより 作曲：ジョン・パウエル）                                            | 3A+3T(+0.60) 3A(+1.00) 3F(+1.00) CSSp3(+0.20) 3Lo(+1.20) 3Lz+2T+2Loe(-1.40) x3F+2T(-1.00) x3S(-0.40) CiSt3(+0.40) x2A(0.00) SlSt3(+0.30) FSSp3(-0.06) CCoSp3(0.00)        | 0                            | 13 210.16                    |             |
| 9           | ジェレミー・アボット         | ジェレミー・アボット         | ジェレミー・アボット | ジェレミー・アボット | ジェレミー・アボット         | ジェレミー・アボット         |             |
| 9           | 9 149.56                     | 71.56 79.00                  | 交響曲第3番 / （作曲：サン＝サーンス） | 4T(-4.80) 2F<(-0.28) 3A+3T(+0.60) FSSp4(+0.60) CiSt3(+0.90) 2A(-0.64) x3A+2T(+1.20) x3Lz+2T+2Lo(0.00) x3Lo(+0.40) CSSp3(+0.50) x3S(0.00) SlSt3(+0.70) CCoSp3(+0.60)       | 1 転倒                       | 9 218.96                     |             |
| 10          | サミュエル・コンテスティ     | サミュエル・コンテスティ     | サミュエル・コンテスティ | サミュエル・コンテスティ | サミュエル・コンテスティ     | サミュエル・コンテスティ     |             |
| 10          | 19 116.90                    | 50.20 66.70                  | シクリアダス / カチャラパヤ （曲：インカンテーション） / Wara Bolivian | 3A(-2.80) 3F(+1.00) 3Lz(0.00) CCoSp4(0.00) CiSt3(+0.40) CSSp4(-0.06) x3A+SEQ(-3.64) x2Lo(0.00) x2A(0.00) SlSt3(+0.50) x3S(-1.00) x2A(-1.12) FSSp3(0.00)                   | 0                            | 18 187.50                    |             |
| 11          | ハビエル・フェルナンデス     | ハビエル・フェルナンデス     | ハビエル・フェルナンデス | ハビエル・フェルナンデス | ハビエル・フェルナンデス     | ハビエル・フェルナンデス     |             |
| 11          | 10 137.99                    | 68.19 70.80                  | パイレーツ・オブ・カリビアン/呪われた海賊たちサウンドトラックより（作曲：クラウス・バデルト , ハンス・ジマー                                                                     | 4T(-4.80) 3A(+0.80) 3Lz(-0.60) FSSp3(+0.10) CiSt3(+1.00) x3A+2T(0.00) x1F!(-0.12) x3Lo(+0.80) x3S+2T+2T(0.00) x3T+2A+SEQ(-1.00) SlSt3(+0.70) CSSp4(+0.50) CCoSp4(+0.20)   | 1 転倒                       | 14 206.68                    |             |
| 12          | ブライアン・ジュベール       | ブライアン・ジュベール       | ブライアン・ジュベール | ブライアン・ジュベール | ブライアン・ジュベール       | ブライアン・ジュベール       |             |
| 12          | 16 132.22                    | 59.12 74.10                  | Ancient Lands （作曲：ロナン・ハーディマン / 編曲：マキシム・ロドリゲス） | 4T(-4.80) 3T(+0.80) 3A+SEQ(-2.52) 3Lz(-1.00) FSSp4(+0.40) 3Fe(-1.20) x3Lz+2T(+0.60) x3Lo(-1.00) CiSt3(+0.30) x3S(+0.80) CCoSp3(0.00) SlSt3(+0.50) CSSp4(+0.30)            | 1 転倒                       | 16 200.22                    |             |
| 第3グループ |                              |                              | | |                              |                              |             |
| 13          | 小塚崇彦                     | 小塚崇彦                     | 小塚崇彦 | 小塚崇彦 | 小塚崇彦                     | 小塚崇彦                     |             |
| 13          | 8 151.60                     | 78.40 74.20                  | ギター・コンチェルト（作曲：マイケル・ケイメン、演奏：布袋寅泰） | 4T(-1.40) 3A+3T(+1.00) 3Lz+2T(+0.40) FCCoSp4(+0.40) CiSt3(+0.40) x3S+2T+2Lo(+0.40) CSSp4(+0.40) x3A(-4.20) x3F!(-0.80) x3Lo(-1.20) x3Lz(+0.40) SlSt3(+0.60) CCoSp4(+0.90) | 1 転倒                       | 8 231.19                     |             |
| 14          | デニス・テン                 | デニス・テン                 | デニス・テン | デニス・テン | デニス・テン                 | デニス・テン                 |             |
| 14          | 14 135.01                    | 67.61 67.40                  | パソドブレ / アランフエス協奏曲（作曲：ホアキン・ロドリーゴ） | 3A(-3.36) 3A+2T(+0.60) 3Lz(+0.80) 3Fe(-2.80) FCSp3(+0.50) 3Lo(+0.60) 3Lz+2T+2Lo(0.00) CiSt3(+0.50) x3S+2A+SEQ(+0.60) CSSp4(+0.04) x2A(+0.40) SlSt3(+0.50) CCoSp3(-0.06)   | 0                            | 11 211.25                    |             |
| 15          | ケビン・ヴァン・デル・ペレン | ケビン・ヴァン・デル・ペレン | ケビン・ヴァン・デル・ペレン | ケビン・ヴァン・デル・ペレン | ケビン・ヴァン・デル・ペレン | ケビン・ヴァン・デル・ペレン |             |
| 15          | 18 116.94                    | 54.04 62.90                  | 『ロビン・フッド』より（作曲：マイケル・ケイメン） | 3A(-1.12) 3A+2T(-1.40) 3F+3T(-1.00) FSSp4(0.00) CiSt3(0.00) x2Lz(0.00) SlSt3(0.00) x1Lo(-0.14) x3S+3T(0.00) 3S*(0.00) x2A(0.00) CSSp2(-0.06) CCoSp3(-0.18)                | 0                            | 17 189.84                    |             |
| 16          | フローラン・アモディオ       | フローラン・アモディオ       | フローラン・アモディオ | フローラン・アモディオ | フローラン・アモディオ       | フローラン・アモディオ       |             |
| 16          | 15 134.95                    | 63.25 71.70                  | 映画『アメリ』より（作曲：ヤン・ティルセン） | 2A(+1.00) 3A(-2.52) 3Lo(0.00) CCoSp2(+0.70) CiSt3(+0.90) x3A+2T(+0.60) x3S+2T(+0.60) x3Lz(+0.40) CSSp3(+0.40) x3Fe(-1.80) x2Lz(-0.30) SlSt3(+0.80) FSSp2(+0.20)           | 0                            | 12 210.30                    |             |
| 17          | パトリック・チャン           | パトリック・チャン           | パトリック・チャン | パトリック・チャン | パトリック・チャン           | パトリック・チャン           |             |
| 17          | 4 160.30                     | 79.30 82.00                  | ファンタジア～「オペラ座の怪人」組曲 （作曲：アンドルー・ロイド・ウェバー / 演奏：ジュリアン・ロイド・ウェバー、サラ・チャン ）                                                  | 3A+2T(+1.60) 3F+3T(0.00) 3Lz(-1.80) CiSt3(+1.00) FSSp4(+0.80) x3A(-4.20) x3Lz+2T+2Lo(+1.20) CSSp4(+0.90) x3Lo(+1.00) x3S(+0.20) x2A(+1.20) SlSt4(+2.00) CCoSp4(+0.70)     | 1 転倒                       | 5 241.42                     |             |
| 18          | ミハル・ブジェジナ           | ミハル・ブジェジナ           | ミハル・ブジェジナ | ミハル・ブジェジナ | ミハル・ブジェジナ           | ミハル・ブジェジナ           |             |
| 18          | 11 137.93                    | 67.43 71.50                  | パリのアメリカ人 （曲：ガーシュウィン） | 3A(+1.80) 3F(+1.20) 3S(+1.00) FSSp3(-0.06) SlSt3(+0.50) CSSp4(-0.06) x3A+2T(+0.60) x3F+1T(0.00) x2A(+0.60) x3Lz(-3.00) x1A+2T+2Lo(0.00) CiSt3(+0.10) CCoSp3(0.00)         | 1 転倒                       | 10 216.73                    |             |
| 第4グループ |                              |                              | | |                              |                              |             |
| 19          | エヴァン・ライサチェク       | エヴァン・ライサチェク       | エヴァン・ライサチェク | エヴァン・ライサチェク | エヴァン・ライサチェク       | エヴァン・ライサチェク       |             |
| 19          | 1 167.37                     | 84.57 82.80                  | シェヘラザード（作曲：ニコライ・リムスキー＝コルサコフ） | 3Lz+3T(+1.40) 3A(+0.60) 3S(+1.00) CiSt4(+1.20) FSSp4(+0.80) x3A+2T(-0.56) x3Lo(+1.00) x3F+2T+2Lo!(-0.40) x3Lz(+1.40) x2A(+0.80) FCSSp4(+0.50) SlSt3(+0.90) CCoSp4(+1.00)  | 0                            | 1 257.67                     |             |
| 20          | 織田信成                     | 織田信成                     | 織田信成 | 織田信成 | 織田信成                     | 織田信成                     |             |
| 20          | 7 153.69                     | 79.69 77.00                  | チャールズ・チャップリンメドレー（作曲：チャールズ・チャップリン） | 3Lz!(+0.40) 3A+3T(-0.84) FSSp4(+0.40) 3S(+1.60) CiSt3(+0.50) x3A(+1.40) x3Lz+2T+2Lo(+0.20) x3F+2T(+1.60) x3Lo(-2.60) CSSp3(+0.60) x2A(+1.40) SlSt3(+0.60) CCoSp4(+0.50)   | 3 転倒 停止                  | 7 238.54                     |             |
| 21          | ステファン・ランビエール     | ステファン・ランビエール     | ステファン・ランビエール | ステファン・ランビエール | ステファン・ランビエール     | ステファン・ランビエール     |             |
| 21          | 3 162.09                     | 78.49 83.60                  | 椿姫（作曲：ジュゼッペ・ヴェルディ） | 4T(-1.60) 3Lz!(-1.80) 4T+2T(-1.92) 3F+3T(0.00) CiSt3(+1.00) FCoSp4(+0.80) x2A(+1.20) x3Lo(-0.40) x3F+2T+2T(-0.20) FSSp3(+1.00) SeSt4(+2.00) x3S(+1.00) CCoSp4(+1.50)      | 0                            | 4 246.72                     |             |
| 22          | 髙橋大輔                     | 髙橋大輔                     | 髙橋大輔 | 髙橋大輔 | 髙橋大輔                     | 髙橋大輔                     |             |
| 22          | 5 156.98                     | 73.48 84.50                  | 映画『道』より（作曲：ニーノ・ロータ） | 4T<(-3.00) 3A+2T(+1.60) 3Lo(+0.40) FCSSp4(+0.40) CiSt4(+2.20) x3F+3T<(-1.60) x3S(+1.00) x3A(+1.80) x3Lz!(-0.60) x3Lz+2T!(-0.60) FCCoSp3(+0.20) SlSt3(+1.20) CCoSp2(+0.20) | 1 転倒                       | 3 247.23                     |             |
| 23          | ジョニー・ウィアー           | ジョニー・ウィアー           | ジョニー・ウィアー | ジョニー・ウィアー | ジョニー・ウィアー           | ジョニー・ウィアー           |             |
| 23          | 6 156.77                     | 79.67 77.10                  | フォーリン・エンジェルズ（様々な作曲家による） | 3Fe(-1.20) 3A(+1.20) 3S(+1.00) 3A+2T(+1.00) FSSp3(-0.54) CiSt3(+0.70) x3Lo(0.00) x3Lz+3T(+0.80) x3Lz+2T+2T(+0.40) x2A(+1.00) FCSSp4(+0.50) SlSt3(+0.70) CCoSp4(+0.90)     | 0                            | 6 238.87                     |             |
| 24          | エフゲニー・プルシェンコ     | エフゲニー・プルシェンコ     | エフゲニー・プルシェンコ | エフゲニー・プルシェンコ | エフゲニー・プルシェンコ     | エフゲニー・プルシェンコ     |             |
| 24          | 2 165.51                     | 82.71 82.80                  | タンゴ・アモーレ（曲：エドウィン・マートン） | 4T+3T(+0.80) 3A(-0.36) 3A+2T(+1.00) 3Lo(+0.60) FSSp3(+0.14) 3Lz(+0.60) CSSp4(+0.70) CiSt3(+0.80) x3Lz+2T(0.00) x3S(+0.80) x2A(+1.00) SlSt3(+1.00) CCoSp4(+0.60)           | 0                            | 2 256.36                     |             |

### 一覧
| 順位                             | 名前                         | 国・地域               | 合計点 | SP   | SP    | FS   | FS     |
| 順位                             | 名前                         | 国・地域               | 合計点 | 順位 | 得 点 | 順位 | 得 点  |
| -------------------------------- | ---------------------------- | ---------------------- | ------ | ---- | ----- | ---- | ------ |
| 1                                | エヴァン・ライサチェク       | アメリカ合衆国         | 257.67 | 2    | 90.30 | 1    | 167.37 |
| 2                                | エフゲニー・プルシェンコ     | ロシア                 | 256.36 | 1    | 90.85 | 2    | 165.51 |
| 3                                | 髙橋大輔                     | 日本                   | 247.23 | 3    | 90.25 | 5    | 156.98 |
| 4                                | ステファン・ランビエール     | スイス                 | 246.72 | 5    | 84.63 | 3    | 162.09 |
| 5                                | パトリック・チャン           | カナダ                 | 241.42 | 7    | 81.12 | 4    | 160.30 |
| 6                                | ジョニー・ウィアー           | アメリカ合衆国         | 238.87 | 6    | 82.10 | 6    | 156.77 |
| 7                                | 織田信成                     | 日本                   | 238.54 | 4    | 84.85 | 7    | 153.69 |
| 8                                | 小塚崇彦                     | 日本                   | 231.19 | 8    | 79.59 | 8    | 151.60 |
| 9                                | ジェレミー・アボット         | アメリカ合衆国         | 218.96 | 15   | 69.40 | 9    | 149.56 |
| 10                               | ミハル・ブジェジナ           | チェコ                 | 216.73 | 9    | 78.80 | 11   | 137.93 |
| 11                               | デニス・テン                 | カザフスタン           | 211.25 | 10   | 76.24 | 14   | 135.01 |
| 12                               | フローラン・アモディオ       | フランス               | 210.30 | 11   | 75.35 | 15   | 134.95 |
| 13                               | アルチョム・ボロデュリン     | ロシア                 | 210.16 | 13   | 72.24 | 12   | 137.92 |
| 14                               | ハビエル・フェルナンデス     | スペイン               | 206.68 | 16   | 68.69 | 10   | 137.99 |
| 15                               | アドリアン・シュルタイス     | スウェーデン           | 200.44 | 22   | 63.13 | 13   | 137.31 |
| 16                               | ブライアン・ジュベール       | フランス               | 200.22 | 18   | 68.00 | 16   | 132.22 |
| 17                               | ケビン・ヴァン・デル・ペレン | ベルギー               | 189.84 | 12   | 72.90 | 18   | 116.94 |
| 18                               | サミュエル・コンテスティ     | イタリア               | 187.50 | 14   | 70.60 | 19   | 116.90 |
| 19                               | トマシュ・ベルネル           | チェコ                 | 184.74 | 19   | 65.32 | 17   | 119.42 |
| 20                               | パオロ・バッキーニ           | イタリア               | 177.21 | 20   | 64.42 | 22   | 112.79 |
| 21                               | ヴィクトール・ファイファー   | オーストリア           | 175.93 | 23   | 60.88 | 20   | 115.05 |
| 22                               | シュテファン・リンデマン     | ドイツ                 | 171.98 | 17   | 68.50 | 23   | 103.48 |
| 23                               | ヴォーン・チピアー           | カナダ                 | 170.92 | 24   | 57.22 | 21   | 113.70 |
| 24                               | アントン・コワレフスキー     | ウクライナ             | 165.90 | 21   | 63.81 | 24   | 102.09 |
| 以下フリースケーティングに進めず |                              |                        |        |      |       |      |        |
| 25                               | リ・ソンチョル               | 朝鮮民主主義人民共和国 |        | 25   | 56.60 |      |        |
| 26                               | アブザル・ラクムハリエフ     | カザフスタン           |        | 26   | 55.88 |      |        |
| 27                               | グレゴール・ウルバス         | スロベニア             |        | 27   | 53.02 |      |        |
| 28                               | プシェミスワフ・ドマンスキー | ポーランド             |        | 28   | 52.14 |      |        |
| 29                               | ゾルターン・ケレメン         | ルーマニア             |        | 29   | 51.95 |      |        |
| 30                               | アリ＝ペッカ・ヌルメンカリ   | フィンランド           |        | 30   | 44.62 |      |        |